# Enrique Fierro
Enrique Héctor Fierro Podestá (Montevideo, 26 de julio de 1941 - Austin, Texas, Estados Unidos, 21 de mayo de 2016) fue un poeta, crítico literario, traductor y profesor uruguayo.

## Biografía
Nació en Montevideo, Uruguay, el 26 de julio de 1941. Sus padres fueron José Fierro Vignoli y María Teresa Podestá. Cursó estudios en instituciones educativas públicas de Montevideo durante sus primeros 25 años. Realizó estudios en abogacía, historia y letras. Egresó del (IPA) en 1966. Fue alumno de Ildefonso Pereda Valdés, Cecilio Peña, Ángel Rama, entre otros.
Inició sus actividades como poeta muy joven, publicando el libro De la invención en 1964.
Impartió clases como profesor de Literatura en Montevideo a partir de 1967 y sus poemas fueron publicados en Marcha, El Popular, Época y otras publicaciones.
Tradujo muchas obras del inglés al español; entre ellas As You Like It y Romeo y Julieta, de William Shakespeare, para ser representadas por grupos de teatro en Montevideo. Por la primera obtuvo un Premio Florencio.
En 1974 viajó junto a su esposa Ida Vitale a Alemania, invitado por la Universidad de Rostock para dictar un curso. Después viajó a México, donde se radicó por muchos años, al no poder volver a su país. En su exilio en México publicó recopilaciones de poesías y traducciones, además de dar clases en la Universidad Autónoma de México, donde además realizó el posgrado en Literatura latinoamericana.
A la vuelta de la democracia en 1985 fue designado director de la Biblioteca Nacional de Uruguay, cargo que ejerció hasta 1989. En ese año viajó a Austin, Texas, en Estados Unidos, donde se incorporó al equipo de enseñanza del Departamento de Español y Portugués de la Universidad de Texas en Austin. Impartió clases allí hasta 2013, momento que se retiró habiendo sido nombrado Profesor Emérito.
Publicó capítulos en libros y artículos en destacadas publicaciones de todo el continente americano y perteneció a comités editoriales de importantes revistas.

## Obras
- De la invención (Montevideo, 1964)
- Entonces jueves (Montevideo, 1972)
- Mutaciones I (Montevideo, 1972)
- Impedimenta (Montevideo, 1973)
- Capítulo Aparte (Montevideo, 1974)
- Breve suma (México, 1976)
- ½ (México, 1977)
- Textos/pretextos (México, 1978)
- Las oscuras versiones (México, 1980)
- Ver para creer, causa perdida, estaba escrito: para una crítica de la razón poética (México, 1980)
- Contrahierba (México, 1982)
- Fuera de lugar (México, 1982)
- La entonces música (México, 1983)
- Ristra (México, 1984)
- Quiero ver una vaca (Montevideo, 1989)
- Homenajes (Montevideo, 1991)
- Travestía (Montevideo, 1992)
- Paz por dos (México, 1994)
- Marcas y señales (Montevideo, 1996)
- La savia duda (Montevideo, 1996)
- Margen (México, 1997)
- Cuerpo extraño (Montevideo, 1997)
- Hechos, deshechos (Montevideo, 1997)
- Contra la distancia (Montevideo, 1997)
- Selección natural (Montevideo, 1999)
- Escrito en México (México, 1999)
- Queda (Artefato. Montevideo, 2004)
- Los de fraude (2012)

## Premios
- Premio Nacional de Poesía de Uruguay (1997)
- Premio Municipal de Poesía de Montevideo (1974)
- Premio de Traducción del Círculo de la Crítica Teatral de Uruguay (1968) - As you like it
- Premio Florencio (1964) - De la invención